# Karel Kopal (1891)
Karel Josef Wilhelm Götz von Kopal (27. srpna 1891 Mediaș – ?) byl rakouský šlechtic a důstojník v rakousko-uherské armádě. Patřil k mladší linii rodu Kopalů.

## Život

### Povýšení do šlechtického stavu
Mladší linie rodu Kopalů byla díky jeho dědovi Josefu Kopalovi v roce 1879 povýšena do šlechtického stavu. Karlův otec Wilhelm byl v roce 1900 povýšen do stavu svobodných pánů (baronů). Mladší linie žila později v Rakousku.

### Vojenská kariéra
Sloužil v rakousko-uherské armádě. Dne 1. září 1910 byl povýšen na praporčíka, 1. listopadu 1912 na poručíka a v roce 1917 byl zmíněn jako nadporučík husarského pluku č. 12. Za svou službu byl oceněn Vojenskou záslužnou medailí a pamětním křížem.

## Vyznamenání
- Vojenská záslužná medaile – bronzová[5]

- Pamětní kříž 1912–13[6]